# Kanton Saint-Nicolas-de-Redon
Der Kanton Saint-Nicolas-de-Redon war bis 2015 ein französischer Wahlkreis im Arrondissement Châteaubriant, im Département Loire-Atlantique und in der Region Pays de la Loire; sein Hauptort war Saint-Nicolas-de-Redon. Letzter Vertreter im Generalrat des Départements war von 2001 bis 2015 Yvon Mahé (DVG).

## Gemeinden
Der Kanton Saint-Nicolas-de-Redon umfasste die Wahlberechtigten aus vier Gemeinden:
| Gemeinde               | Bretonisch           | Einwohner (2012) | Fläche (km²) | Code postal | Code Insee |
| ---------------------- | -------------------- | ---------------- | ------------ | ----------- | ---------- |
| Avessac                | Avezeg               | 2494             | 76,49        | 44460       | 44007      |
| Fégréac                | Fegerieg             | 2317             | 44,18        | 44460       | 44057      |
| Plessé                 | Plesei               | 4895             | 104,38       | 44630       | 44128      |
| Saint-Nicolas-de-Redon | Sant-Nikolaz-an-Hent | 3146             | 22,32        | 44660       | 44185      |
| Kanton                 |                      | 12.852           | 247,37       | –           | 4440       |